# William J. Wylie
William J. Wylie ou Bill Wylie est un technicien des effets sonores américain.

## Biographie
William J. Wylie est né en 1930 et commence sa carrière cinématographique avec l'Air Force. En 1953, il retourne dans le civil et travaille dans les effets sonores. Au début des années 1960, il est engagé par les studios Disney et son premier crédit est Monte là-d'ssus (1961) sur lequel il participe au son distinctif du Flubber.
Il travaille ensuite sur la plupart des productions de Disney jusqu'au Trou noir (1979) sur lequel il est assisté de Stephen Katz.

## Filmographie
- 1962 : Les Aventuriers du Far West
- 1961 : Monte là-d'ssus
- 1962 : The Beachcomber (TV series) (en)
- 1968 : Un amour de Coccinelle
- 1971 : Un singulier directeur
- 1974 : Le Nouvel Amour de Coccinelle
- 1977 : La Coccinelle à Monte-Carlo
- 1977 : Peter et Elliott le dragon
- 1979 : Le Trou noir
- 1980 : La Coccinelle à Mexico
- 1980 : Raging Bull
- 1981 : Sanglantes Confessions
- 1982 : Rocky 3
- 1982 : La Valse des pantins
- 1984 : Iceman
- 1984 : Une défense canon
- 1984 : Falling in Love d'Ulu Grosbard
- 1985 : St. Elmo's Fire
- 1985 : Rocky 4
- 1986 : Le flic était presque parfait
- 1987 : Over the Top : Le Bras de fer
- 1987 : Roxanne
- 1987 : Baby Boom
- 1988 : Arthur 2 : Dans la dèche
- 1988 : Hot to Trot
- 1988 : Everybody's All-American
- 1989 : La Nuit du sérail
- 1989 : Black Rain